# Janusz Bokszczanin
Janusz Bohdan Bokszczanin, ps. „Sęk”, „Wir”, „Bartek”, „Lech” (ur. 17 października?/29 października 1894 w Grodnie, zm. 1 sierpnia 1973 w Paryżu) – pułkownik dyplomowany kawalerii Wojska Polskiego, kawaler Orderu Virtuti Militari.

## Życiorys
Jego ojcem był Emanuel, poległy w wojnie rosyjsko–japońskiej, a matką Paulina Godlewska. Uczył się od 1905 w gimnazjum w Grodnie i od tego samym roku należał do konspiracyjnego koła młodzieży polskiej. Uczeń Korpusu Kadetów w Pskowie, Połocku i ponownie w Pskowie od 1906, gdzie otrzymał świadectwo dojrzałości (1914). W sierpniu 1914, po wybuchu I wojny światowej, został zmobilizowany do armii rosyjskiej po ukończeniu Mikołajewskiej Szkoły Kawalerii w Petersburgu. Od grudnia 1914 służył w 4 pułku huzarów. Od listopada 1917 walczył w I Korpusie Polskim w Rosji, był jednocześnie czynny w Związku Wojskowych Polaków, a w lutym 1918 był wysłany jako kurier do dowódcy III Korpusu Polskiego w Rosji i pozostał tam na stanowisku dowódcy szwadronu karabinów maszynowych. W lipcu 1918 po rozbrojeniu III Korpusu służył na stanowisku dowódcy plutonu w 4 pułku huzarów Armii Ochotniczej gen. Antona Denikina.
Powrócił do Polski i w marcu 1919 wstąpił do Wojska Polskiego jako oficer kawalerii. Początkowo był zastępcą dowódcy 6 pułku ułanów, a następnie od października dowódcą szwadronu zapasowego w 26 pułku ułanów. Dowódca 2 szwadronu 16 pułku ułanów od czerwca 1920, a od lipca dowódca spieszonego szwadronu 1 Dywizji Jazdy. Dowódca szkoły podoficerskiej 16 pułku ułanów od sierpnia tego samego roku, a dowódca szwadronu zapasowego 26 pułku ułanów od listopada 1920. Dowódca szkoły podoficerskiej tego pułku od marca 1921. Instruktor w Centralnej Szkole Kawalerii w Grudziądzu od czerwca 1922 do listopada 1924. Dowódca 2 szwadronu i od października 1927 1 szwadronu w 26 pułku ułanów, a w 3 pułku ułanów był od sierpnia 1929 dowódcą szwadronu zapasowego. W latach 1930–1932 był słuchaczem Kursu Normalnego Wyższej Szkoły Wojennej w Warszawie. Z dniem 1 listopada 1932, po ukończeniu kursu i otrzymaniu dyplomu naukowego oficera dyplomowanego, przydzielony został do dowództwa Brygady Kawalerii „Równe” na stanowisko szefa sztabu. 22 grudnia 1934 ogłoszono jego przeniesienie do 7 pułku strzelców konnych w Poznaniu na stanowisko zastępcy dowódcy pułku. Od listopada 1937 był szefem Wydziału Wyszkolenia Departamentu Kawalerii MSWojsk. Uczestniczył w kursie (jesień 1938–wiosna 1939) dla szefów sztabu i kwatermistrzów armii. We wrześniu 1939 dowódca 10 pułku strzelców konnych, pierwszej całkowicie zmotoryzowanej polskiej jednostki taktycznej.
W czasie kampanii wrześniowej, jego pułk przeprowadził udaną mobilizację w Łańcucie i walczył w składzie 10 Brygady Kawalerii płk. Stanisława Maczka w walkach w okolicach Pcimia, Lubnia i Myślenic. Później w okolicach Wojnicza i Tarnowa. Od 9 września 1939 pułk bronił Łańcuta. Następnie wycofał się w kierunku Jarosławia i dalej w kierunku Lwowa. 16 września 1939 roku w czasie walk w obronie Lwowa, pod Zboiskami, płk Bokszczanin został ciężko ranny i zmuszony był opuścić pułk. Odwieziony został do szpitala w Dublanach, a następnie przedostał się do Warszawy.
W czasie okupacji, w lutym 1940 wstąpił do Związku Walki Zbrojnej, później przekształconego w AK. W maju był aresztowany w łapance i przebywał na Pawiaku oraz w przejściowym obozie przy ul. Skaryszewskiej. W październiku po „kwarantannie” został zwolniony i powrócił do działalności w ZWZ. Rozkazem Naczelnego Wodza z 24/25 marca 1943 mianowany pułkownikiem służby stałej ze starszeństwem z dniem 20 marca tego roku. Do 1943 był szefem Referatu Broni Szybkich lub Wojsk Pancernych w Oddziale III (Operacyjno-Szkoleniowym) Komendy Głównej Armii Krajowej. W 1944 przygotowywał akcję „Burza” – przejścia AK do działań zaczepnych. Został szefem Oddziału III i z dniem 5 lipca II zastępcą szefa sztabu Komendy Głównej AK. W dniu 31 lipca 1944 roku wziął udział w porannej naradzie w Komendzie Głównej AK na ulicy Pańskiej, na której publicznie wypowiadał się przeciwko decyzji o wybuchu Powstania Warszawskiego. Przed wybuchem powstania przebywał w Boernerowie. W czasie powstania warszawskiego bezskutecznie próbował się przebić do stolicy. Został ranny i wywieziony na roboty przymusowe do Niemiec. W końcu września 1944 udało mu się uciec i powrócić do kraju. Od października 1944 był szefem Sztabu KG AK, od kwietnia 1945 – zastępcą Delegata Sił Zbrojnych na Kraj. Wstąpił do organizacji Wolność i Niezawisłość, w październiku 1945 opuścił kraj jako jej emisariusz i udał się do Londynu, skąd po rocznym pobycie osiadł na jesieni 1946 w Paryżu. Do 1953 był członkiem delegatury WiN-u za granicą.

## Ordery i odznaczenia
- Krzyż Srebrny Orderu Wojskowego Virtuti Militari nr 4588 (1921)
- Złoty Krzyż Zasługi (19 marca 1937)[8]
- Medal Niepodległości (19 czerwca 1938)[9]
- Srebrny Krzyż Zasługi (10 listopada 1928)[10]
- Medal Pamiątkowy za Wojnę 1918–1921[11]
- Medal Dziesięciolecia Odzyskanej Niepodległości[11]
- Medal Zwycięstwa („Médaille Interalliée”)[11]
- Odznaka Pamiątkowa Wyższej Szkoły Wojennej[11]